# Monumentul lui Vittorio Emanuele al II-lea
Monumentul lui Vittorio Emanuele al II-lea (sau „Altarul Patriei”) a fost proiectat de arhitectul italian Giuseppe Sacconi și înălțat pentru a celebra independența italiană (1885-1911).
A fost ridicat la baza Capitoliului, în inima Romei, unde a fost construit stricând cu dimensiunea sa enormă vechile proporții dintre colină și zona înconjurătoare. Sculptorul venețian Chiaradia a lucrat 20 de ani la statuia ecvestră a regelui. Bogatele basoreliefuri de la bază, care reprezintă cele mai ilustre orașe italiene, au fost desenate de Maccagni, care a colaborat cu Sacconi la decorațiile  plastice. În centru se află Altarul Patriei, deasupra căruia se înalță statuia Romei, la picioarele căreia a fost așezat în anul 1921 „Mormântul Soldatului Necunoscut”. Monumentul are o înălțime de aproximativ 70 m.